# Harmadik Merkel-kormány
A harmadik Merkel-kormány, az Angela Merkel kancellár vezetett német szövetségi kabinet döntéshozó szerve, amelynek vezetője egymást követően harmadjára is Merkel asszony lett, kormánya 2013. december 17-én állt fel, mandátuma a 2017-es választásokig tartott, illetve azt követően ügyvezetőként működött a következő kormány felállásáig.
Merkel harmadik kormánya az uniópártok (azaz a Kereszténydemokrata Unió vagy röviden CDU, és a Bajor Keresztényszociális Unió, vagy CSU) és a Szociáldemokrata Párt (SPD) koalíciója volt. Ezt a társulást a német politikában nagykoalíciónak nevezik, mivel a második világháború óta rendre a CDU/CSU és az SPD kapja a legtöbb mandátumot a német szövetségi választásokon.
A koalícióban a CDU a kancellári és a kancelláriavezetői posztokon felül öt miniszteri posztot kapott, az SPD hatot, a csak Bajorországban működő CSU pedig hármat. A CDU valós parlamenti erejénél kisebb arányban kapott minisztériumokat, és a hat legnagyobb hatalmúnak tartott minisztériumon egyenlő arányban osztozott az SPD-vel: a CDU-é lett a pénzügyi, a belügyi és a honvédelmi tárca, az SPD-é pedig a külügyi, a gazdasági és energiaügyi, illetve az igazságügyi és fogyasztóvédelmi minisztérium lett.
A 2017 őszi választásokat követően a pártok nézeteltérései miatt a „nagykoalíció” ismételt kialakulása veszélybe került, ugyanis az SPD akkori vezetője Martin Schulz kijelentette, a választásokat követően pártja ellenzékben fog maradni. Azonban az Unió, az FDP és a Zöldek koalíciós tárgyalásainak elhúzódása és eredménytelensége után, a korábbi „nagykoalíció” ismét összeállt, közel hasonló arányokban mint az előző volt. 2018 február elején a három párt megállapodást kötött, majd a 2018. március 14-i kormányalakításig a harmadik Merkel-kormány ügyvivői feladatkörben megmaradt.

## Összetétele
A 2013. december 17-étől közötti szövetségi kormány a következő miniszterekből és parlamenti államtitkárokból (miniszterhelyettesekből) áll:
| #  | Hivatal                                                                              | Kép | Kormánytag              | Párt | Hivatali periódusa | Parlamenti államtitkárok (miniszterhelyettesek) |
| -- | ------------------------------------------------------------------------------------ | --- | ----------------------- | ---- | --- | --- |
|    | Kancellár                                                                            |     | Angela Merkel           | CDU  | 2005. november 22. – 2021. december 8. | Államminiszter: Helge Braun (A szövetségi kancellár melletti államminiszter) Monika Grütters (kulturális- és médiaügyi megbízott) Aydan Özoğuz (Migrációs, menekült- és integrációügyi megbízott) Államtitkár: Klaus-Dieter Fritsche (A szövetségi biztonsági szolgálatok megbízottja) |
| 1  | Kancellárhelyettes                                                                   |     | Sigmar Gabriel          | SPD  | 2013. december 17. – 2018. március 14. (mint kancellárhelyettes) 2013. december 17. – 2017. január 27. (mint gazdasági és energiaügyi miniszter) 2017. január 27. – 2018. március 14. (mint külügyminiszter) | Államminiszter: Maria Böhmer Michael Roth |
|    | Szövetségi külügyminiszter                                                           |     | Frank-Walter Steinmeier | SPD  | 2013. december 17. – 2017. január 27. | Államminiszter: Maria Böhmer Michael Roth |
| 2  | Szövetségi gazdasági és technológiai miniszter                                       |     | Brigitte Zypries        | SPD  | 2017. január 27. – 2018. március 14. | |
| 3  | Szövetségi belügyminiszter                                                           |     | Thomas de Maizière      | CDU  | 2013. december 17. – 2018. március 14. | |
| 4  | Szövetségi igazságügyminisztérium                                                    |     | Heiko Maas              | SPD  | 2013. december 17. – 2018. március 14. | |
| 5  | Szövetségi pénzügyminiszter                                                          |     | Wolfgang Schäuble       | CDU  | 2009. október 28. – 2017. október 24. | |
| 6  | Szövetségi munka- és szociális ügyi miniszter                                        |     | Andrea Nahles           | SPD  | 2013. december 17. – 2017. szeptember 28. | |
| 7  | Szövetségi élelemügyi, földművelési és fogyasztóvédelmi miniszter                    |     | Hans-Peter Friedrich    | CSU  | 2013. december 17. – 2014. február 17. | |
| 7  | Szövetségi élelemügyi, földművelési és fogyasztóvédelmi miniszter                    |     | Christian Schmidt       | CSU  | 2014. február 17. – 2018. március 14. 2017. október 24. – 2018. március 14. mint ideiglenes közlekedésügyek és a digitális infrastruktúra minisztere is                                                      | |
| 8  | Szövetségi honvédelmi miniszter                                                      |     | Ursula von der Leyen    | CDU  | 2013. december 17. – 2019. július 17. | |
| 9  | Szövetségi család-, idős-, nőügyi és ifjúsági miniszter                              |     | Manuela Schwesig        | SPD  | 2013. december 17. – 2017. június 2. | |
| 9  | Szövetségi család-, idős-, nőügyi és ifjúsági miniszter                              |     | Katarina Barley         | SPD  | 2017. június 2. – 2018. március 14. 2017. szeptember 28. – 2018. március 14. mint ideiglenes munka- és szociális ügyi miniszter is                                                                           | |
| 10 | Szövetségi egészségügyi miniszter                                                    |     | Hermann Gröhe           | CDU  | 2013. december 17 – 2018. március 14. | |
| 11 | Szövetségi közlekedésügyek és a digitális infrastruktúra minisztere                  |     | Alexander Dobrindt      | CSU  | 2013. december 17. – 2017. október 24. | Enak Ferlemann |
| 12 | Szövetségi környezetvédelmi, természetmegőrzési, építési és atombiztonsági miniszter |     | Barbara Hendricks       | SPD  | 2013. december 17. – 2018. március 14. | Florian Pronold Rita Schwarzelühr-Sutter |
| 13 | Szövetségi oktatási és kutatási miniszter                                            |     | Johanna Wanka           | CDU  | 2013. február 14. – 2018. március 14. | |
| 14 | Szövetségi gazdasági együttműködési és fejlesztési miniszter                         |     | Gerd Müller             | CSU  | 2013. december 17. – 2018. március 14. | Thomas Silberhorn |
| 15 | Szövetségi különleges ügyek minisztere, Kancelláriavezető                            |     | Peter Altmaier          | CDU  | 2013. december 17. – 2018. március 14. 2017. október 24. – 2018. március 14. mint ideiglenes pénzügyminiszter is                                                                                             | |

## Fordítás
Ez a szócikk részben vagy egészben  a   Third Merkel cabinet című angol Wikipédia-szócikk ezen változatának fordításán alapul.  Az eredeti cikk szerkesztőit annak laptörténete sorolja fel. Ez a jelzés csupán a megfogalmazás eredetét és a szerzői jogokat jelzi, nem szolgál a cikkben szereplő információk forrásmegjelöléseként.

## Külső hivatkozások
- A német kabinet (angolul)
- A német szövetségi minisztérium (angolul)